# Pitar fulminatus
Pitar fulminatus is een tweekleppigensoort uit de familie van de Veneridae. De wetenschappelijke naam van de soort is voor het eerst geldig gepubliceerd in 1828 door Menke.